# Koninklijk Paleis (Portici)

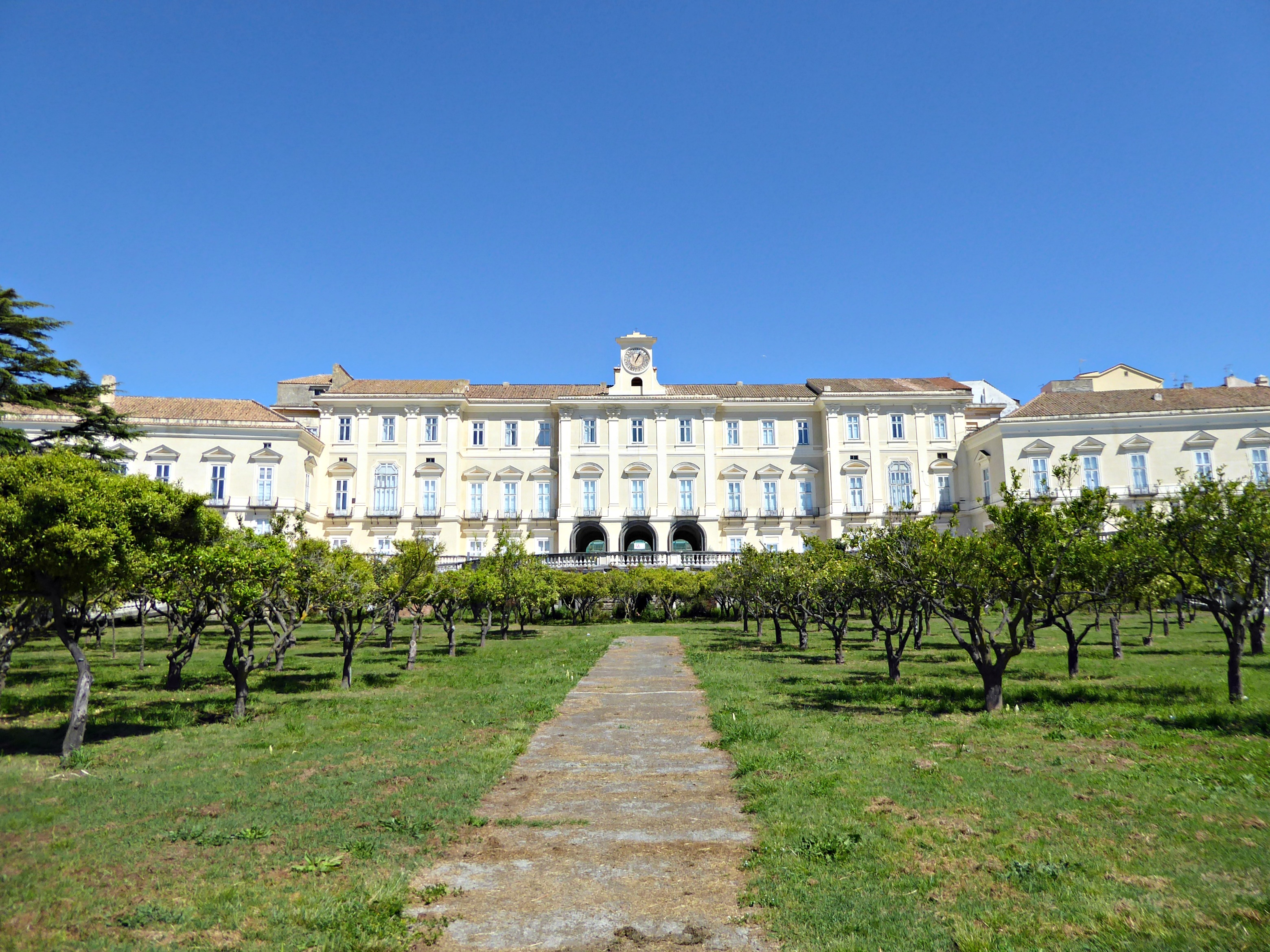
Koninklijk Paleis in Portici, een plaats in Napels

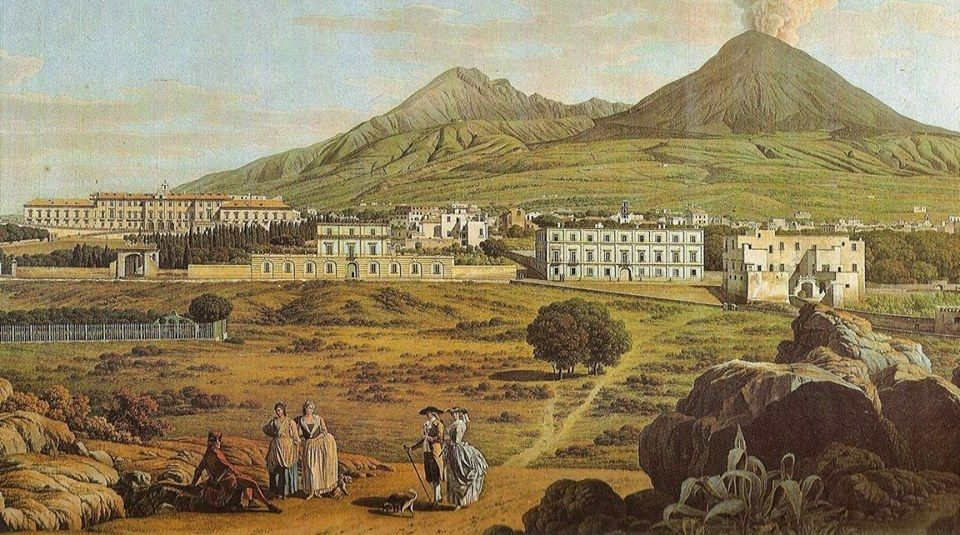
Koninklijk Paleis (links) met residenties van hovelingen. Achtergrond: de Vesuvius.

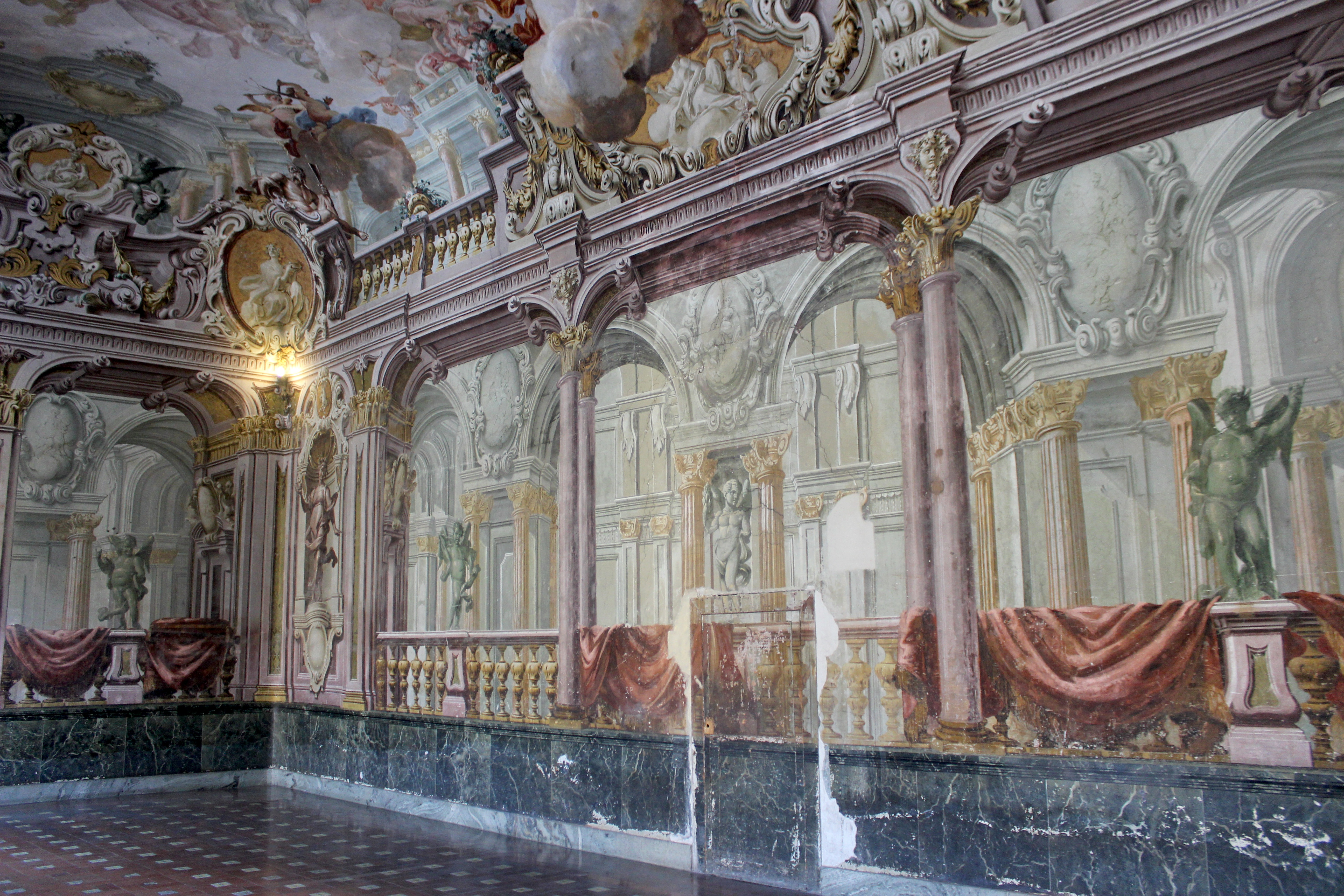
Een van de salons

Het Koninklijk Paleis (Italiaans: Reggia di Portici) van Portici, in de metropolitane stad Napels, was een van de residenties van het Huis Bourbon, koningen over Napels en Sicilië en later over de Beide Siciliën. De bouw vond plaats in de periode 1738-1742.

## Historiek

### Huis Bourbon
Koning Karel VII van Napels en zijn echtgenote Maria Amalia van Saksen waren aangetrokken door de omgeving van Portici. Dit was voor hen de plek om een Zomerpaleis neer te zetten (1738). Het ging om een glooiend landschap vanaf de Baai van Napels tot hogerop richting de vulkaan Vesuvius. In de hoogte lag een bos waar Karel VII jachtpartijen hield. De koninklijke familie zocht de bekendste kunstenaars, ingenieurs en architecten van Italië voor hun bouwwerf. Zo tekenden Antonio Canevari (1681-1764) en Ferdinando Fuga (1699-1782) de bouwplannen. Een van de kunstschilders was Giuseppe Bonito (1707-1789). Het paleis werd verfraaid met fresco’s, marmeren zalen en porselein van Capodimonto. In 1742 was het Koninklijk Paleis van Portici klaar. Er kwam vervolgens een gigantisch park aangelegd als Engelse tuin. Het park bevatte fonteinen, beelden, serres en waterpartijen volledig bedekt met waterplanten. Ook was er een zoölogische collectie. Een olifant geschonken door sultan Mahmut I van het Osmaanse Rijk was de attractie van de edellieden. 
Wat aanvankelijk opgevat was als Zomerpaleis werd voor Karel en Maria Amalia een permanente residentie.
Vandaar kon het paleis niet alle hovelingen herbergen, in tegenstelling tot bijvoorbeeld het kasteel van Versailles van de Franse koningen. Daarom bouwden de adellijke families in de buurt hun eigen residenties en dit tegen de heuvel van de vulkaan aan. Deze wijk werd de Vesuviuswijk of de Miglio d'Ore genoemd. De Miglio d'Ore of Gouden Mijl duidt op de luxueus ingerichte residenties.
Bij al deze graafwerken werden meerdere beeldhouwwerken, mozaïeken en gebruiksobjecten uit de Grieks-Romeinse Oudheid boven gehaald. Enkele Romeinse busten versierden de troonzaal op de eerste verdieping. 
Karel VII stichtte in zijn paleis een eigen museum, het Museum Herculanense. Hierin pronkte hij met de archeologische vondsten uit Portici, doch ook met wat bovengehaald was in Herculaneum, Stabiae en Pompeï. Voor de jonge edellieden die de grand tour van Europa deden, stond het Museum Herculanense aangestipt als bezienswaardigheid. 
Bovendien liet het Koninklijk Hof een zeehaven aanleggen: de Porto del Granatello (1773). Hiermee konden de hovelingen aanmeren en meteen binnentreden in het Koninklijk Park.
In 1799, tijdens de revolutie tegen het Bourbon-regime, liet de koninklijke familie kisten vol met museumstukken overbrengen naar het veiliger Sicilië. Zij deed nog andere kisten overbrengen tijdens de opstand van 1806. Jozef Bonaparte, koning van Napels, beval de overblijvende stukken uit het Museum Herculanense over te brengen naar het Nationaal archeologisch museum van Napels, in het centrum van de stad. Zijn echtgenote, koningin Carolina Bonaparte, richtte voor zichzelf een hele vleugel in op de eerste verdieping. Koning Joachim Murat van Napels liet de rest van het paleis herinrichten in Empirestijl. 
Bij de Restauratie van het Bourbon-regime na het Congres van Wenen kwam de kisten met Grieks-Romeinse beelden terug in Napels. Koning Karel voegde deze toe aan het Nationaal archeologisch museum.
In 1839 huldigde Ferdinand II der Beide Siciliën de eerste Italiaanse spoorweglijn in: het verbond het paleis van Portici met het centrum van Napels. Op het Europese continent werd iets eerder, in 1835, de spoorweg Mechelen-Brussel in België ingericht. De spoorweglijn Portici-Napels behoorde daarmee tot een van de eerste op het Europees vasteland.
Diezelfde Ferdinand II huisvestte de gevluchte paus Pius IX in het paleis van Portici. De paus was Rome ontvlucht tijdens het Revolutiejaar 1848 en de uitroeping van de Romeinse Republiek (1849). In 1850 vond Pius IX het veilig genoeg om naar de Kerkelijke Staat terug te keren.

### Eengemaakt Italië
Na het verdwijnen van de Beide Siciliën en de eenmaking van Italië, besliste de regering in Rome dat een deel van het Koninklijk Paleis van Portici moest dienen voor de Landbouwfaculteit van de Universiteit Federico II van Napels. De faculteit bouwde de botanische collectie van het kasteelpark uit. Ze telt meer dan 400 plantensoorten uit Afrikaanse en Amerikaanse woestijnen.
De overige vertrekken van het paleis zijn over de jaren ingericht als museumcomplex, genaamd Sito Reale di Portici of Koninklijke Site van Portici. Het gaat om het Museum Herculanense, het paleismusem, musea van de Faculteit Landbouw en het botanisch park Orto Botanico di Portici.
In de buurt van het Koninklijk Paleis zijn enkele residenties van hovelingen bewaard: de Villa Savonarola, de Villa Fernandes, de Villa Maltese, het Palazzo Mascabruno en de Villa Mascolo. Deze laatste bevat een Romeins amfitheater.
- Gemeinsame Normdatei: 4496730-5
- Système universitaire de documentation: 132275457
- Virtual International Authority File: 207240250